# Putnam County, Florida
Putnam County är ett administrativt område i delstaten Florida, USA, med 74 364 invånare. Den administrativa huvudorten (county seat) är Palatka.

## Geografi
Enligt United States Census Bureau har countyt en total area på 2 142 km². 1 869 km² av den arean är land och 273 km² är vatten.

### Angränsande countyn
- Clay County, Florida - nord
- St. Johns County, Florida - nordöst
- Flagler County, Florida - öst
- Volusia County, Florida - sydöst
- Marion County, Florida - sydväst
- Alachua County, Florida - väst
- Bradford County, Florida - nordväst

### Orter
- Crescent City
- East Palatka
- Interlachen
- Palatka (huvudort)
- Pomona Park
- Welaka